# 鞍帶石斑魚

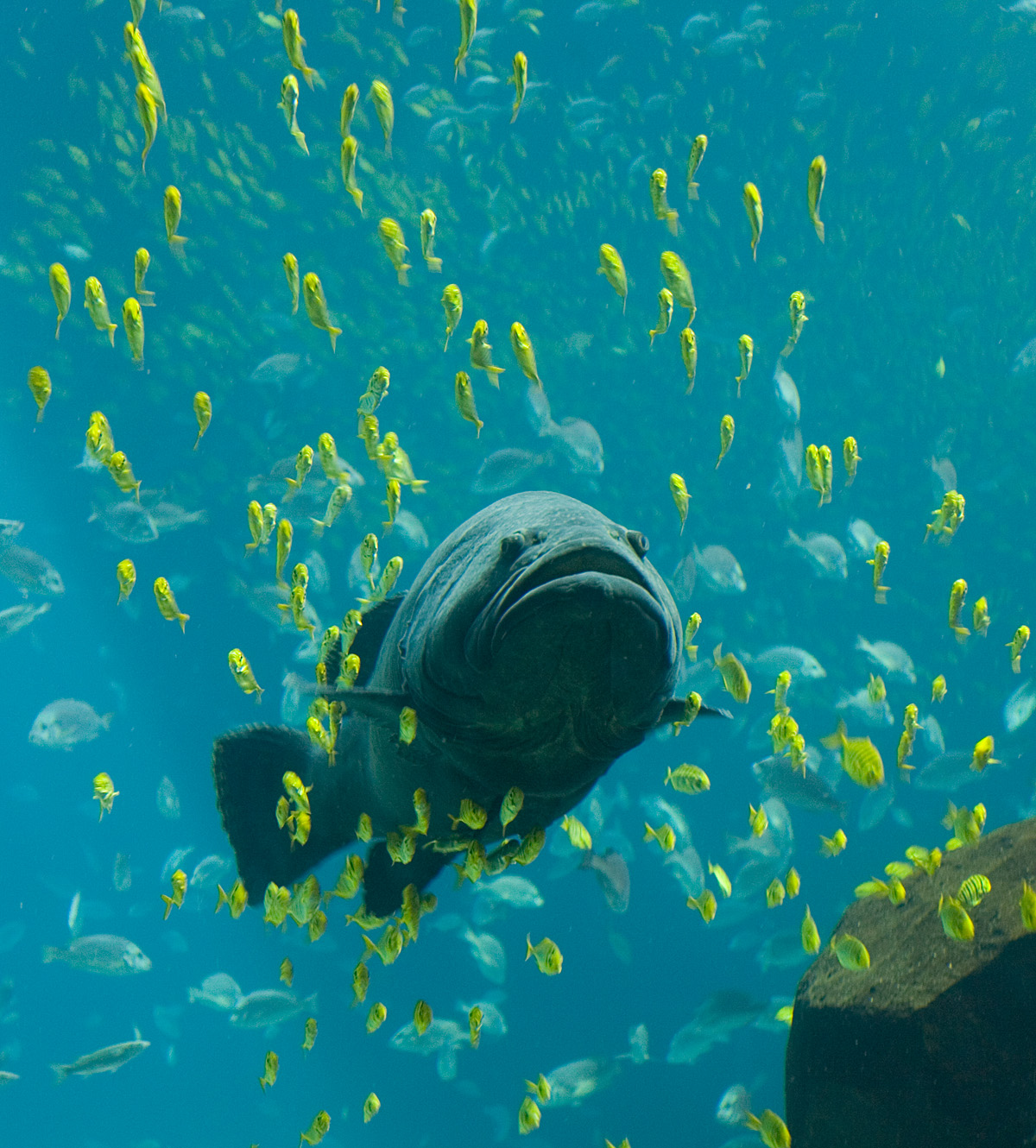
被一群黃鸝無齒鰺圍繞的鞍帶石斑魚

鞍帶石斑魚（學名：Epinephelus lanceolatus），中文俗名龍躉、花尾龍躉、龍膽石斑、𩼣魚、鮢𩼣魚、深海野生大石斑魚、槍頭石斑魚、倒吞鱟鴛鴦鱠、紫石斑魚，常見英文俗名giant grouperbrindle bass 及 Queensland grouper。是所有石斑魚類中體型最大者，故也被稱為「石斑魚之王」。
分布於印度-太平洋區，西起非洲東岸、紅海，北至日本南部，南至澳洲西北部（波斯灣除外）。鞍帶石斑魚也會出現在河口。台灣東北部海域有產。這個品種的魚最大可以成長至約2.7公尺（9呎）長，440公斤重。鞍帶石斑魚通常居住在沿珊瑚礁區的洞穴或岩縫中，以小鯊魚及小海龜等數種海洋生物為食。
鞍帶石斑魚在幼年時為黃色，其身體上有三塊不規則的黑色斑紋。隨著魚體成長，黑色斑紋內會開始出現白色或黃色的斑點。成魚的鰭有黑色斑點。鞍帶石斑是一種具有高經濟價值的食用魚，所以雖然牠是一種深海魚，但現時在台灣、澳洲及香港已能透過混合天然海水和人工飼養用海水來為這種魚進行人工繁殖。在香港元朗，有養殖魚塭出產的僅達3至4斤重；台灣屏東縣東港鎮頂級龍膽石斑則取20至30台斤，一般則是養殖3年，重量在30至50台斤。
鞍帶石斑魚在澳洲昆士蘭省被認為是最具代表性的海洋生物之一。

## 外部連結
- 台灣魚類資料庫 （页面存档备份，存于）